# Kabinett Jawara IV

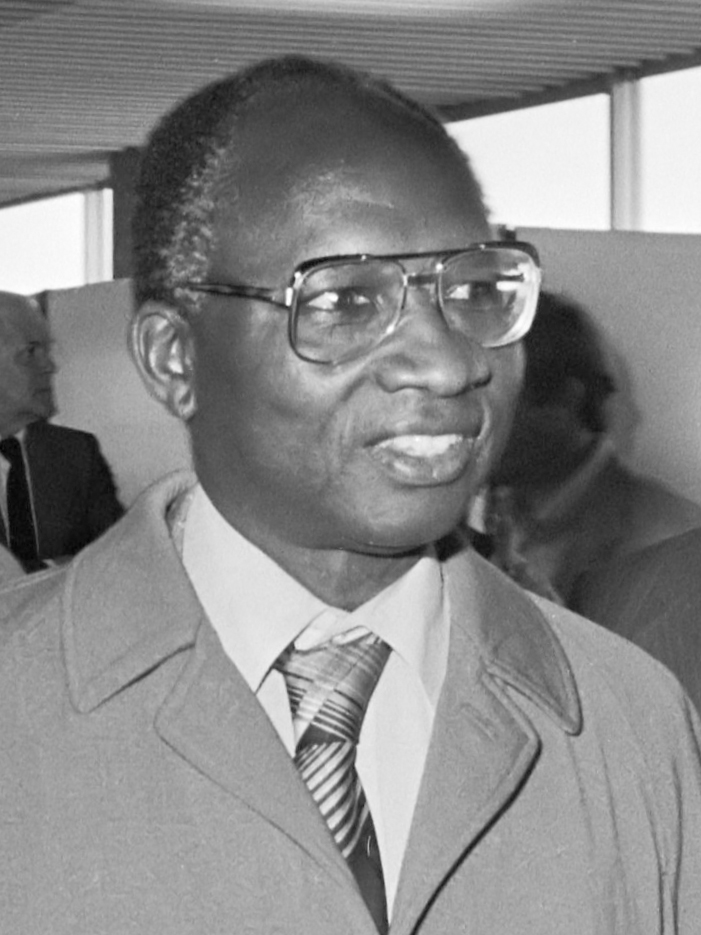
Präsident Dawda Jawara (1979)

Das Kabinett Jawara IV wurde in Gambia am 4. März 1977 durch Präsident Dawda Jawara von der Fortschrittlichen Volkspartei PPP (People’s Progressive Party) gebildet. Das Kabinett löste das dritte Kabinett Jawara ab. Es befand sich bis zu der Präsidentschaftswahl am 4. und 5. Mai 1982 im Amt und wurde dann durch das Kabinett Jawara V abgelöst.
Bei den Wahlen am 4. April 1977 gewann die PPP Jawaras 125.233 Stimmen (69,7 Prozent) und 28 der 35 Sitze im Repräsentantenhaus. Die im Oktober 1975 vom früheren Vizepräsidenten Sheriff Mustapha Dibba gegründete Nationale Versammlungspartei NCP (National Convention Party) trat erstmals an und wurde mit 40.668 Wählerstimmen (22,6 Prozent) und fünf Sitzen zweitstärkste Kraft. Die United Party (UP) erreichte 9.272 Stimmen (5,2 Prozent) und stellte zwei Abgeordnete. Nach der Konstituierung des Repräsentantenhauses erfolgte durch die gewählten Abgeordneten die Wahl Jawaras zum Präsidenten der Republik, wobei er sich aufgrund der absoluten Mehrheitsverhältnisse gegen den von der NCP aufgestellten Gegenkandidaten Dibba durchsetzte.
Die relative Stabilität der Regierung Jawara erfuhr Anfang der 1980er Jahre einen tiefen Einschnitt als das Land wirtschaftlich in eine tiefe Krise geriet. Durch eine hohe Inflation verursacht, stiegen in den Jahren 1979–1980 die Lebenshaltungskosten fast auf das Doppelte. Die schlechte Erdnussernte von 1981 verbesserte die Situation nicht. Weitere innenpolitische Probleme, die durch drastische Steuererhöhungen verursacht wurden, bildeten einen Nährboden für radikale Kräfte. Als Jawara sich in London am 29. Juli 1981 zu der Trauung von Prinz Charles und Lady Diana befand, erschütterte am 30. Juli 1981 ein blutiger Putsch Kukoi Samba Sanyangs das Land. Die Zahl der Getöteten wurde auf 500 geschätzt, nach inoffiziellen Angaben sogar bis zu 2000 Menschen. Die drei Rädelsführer der Rebellen kamen aus den Reihen der verbotenen Parteien Gambia Socialist Revolutionary Party (GSRP) und Movement for Justice in Africa-Gambia (MOJA-G). Sie besetzten den Radiosender und nahmen Geiseln. An der Spitze der Putschisten stand der 28-jährige Kukoi Samba Sanyang aus der GSRP. Mit Hilfe gambischer Offiziere niedrigen Ranges der paramilitärischen Field Force machte er sich zum Vorsitzenden des zwölf Mann starken Revolutionsrates National Revolutionary Council, setzte die Verfassung außer Kraft und rief die Diktatur des Proletariats aus. Gleichzeitig erklärte er Präsident Jawara für abgesetzt. Sie warfen mit Unterstützung vieler Bürger der Jawara-Regierung Korruption, Tribalismus und Despotismus vor. Jawara bat darauf den Senegal um militärische Unterstützung, woraufhin mit 3000 senegalesischen Soldaten der Aufstand der Rebellen nach fünf Tagen niedergeschlagen wurde. Jawara war am 5. August wieder im Amt und ordnete für vier Jahre den Ausnahmezustand an.
Durch den am 12. Dezember 1981 unterzeichneten Konföderationsvertrag wurde die Gründung der Konföderation Senegambia mit dem Senegal vereinbart, der die Vereinigung der Streitkräfte, der Währung und des Wirtschaftsraumes vorsah. Nachdem die Konföderation zum 1. Februar 1982 in Kraft trat, wurde der Präsident des Senegal Abdou Diouf Präsident der Konföderation Senegambia und Dawda Jawara deren Vizepräsident.

## Minister
| Amt                                                              | Amtsinhaber |
| ---------------------------------------------------------------- | --- |
| Präsident                                                        | 4. April 1977 bis 5. Mai 1982: Dawda Jawara (1924–2019) |
| Vizepräsident                                                    | April 1977 – August 1978: Alieu Badara N’Jie (1904–1982) August 1978 – Mai 1982: Assan Musa Camara (1923–2013) |
| Staatsminister im Präsidialamt                                   | August 1978 – September 1978: Yaya Ceesay (* 1937) |
| Generalsekretär im Präsidialamt Leiter des öffentlichen Dienstes | April 1977–1978: Eric Herbert Christensen (1923–1990) |
| Außenminister                                                    | April 1977 – Mai 1982: Lamin Kitty Jabang (* 1942) |
| Minister für Finanzen und Handel                                 | April 1977 (wenige Tage): Lamin Bora M’Boge (1932–2008) April 1977 – August 1978: Assan Musa Camara (s. o.) April 1978 – Januar 1981: Momodou Cadija Cham (* 1938) Januar 1981 – Mai 1982: Saihou S. Sabally (* 1947) |
| Bildungsminister                                                 | April 1977 (wenige Tage): Assan Musa Camara (s. o.) 1978–1981: Dembo A. S. Jatta |
| Minister für Landwirtschaft und natürliche Ressourcen            | April 1977 – August 1978: Yaya Ceesay (s. o.) August 1978 – Januar 1981: Jerreh Daffeh (1930–1998) Januar 1981 – Mai 1982: Seni Singhateh (1939–2013)                                                                 |
| Minister für Wirtschaftsplanung und industrielle Entwicklung     | April 1977 – August 1978: Momodou Cadija Cham (s. o.) August 1978 – Januar 1981: Saihou S. Sabally (s. o.) Januar 1981 – Mai 1982: Momodou Manneh (* 1947)                                                            |
| Minister für Information, Rundfunk und Tourismus                 | April 1977 – Oktober 1981 Howsoon O. Semega-Janneh (1914–1988) Oktober 1981 – Mai 1982: Bakary Bunja Dabo (* 1946) |
| Minister für Gesundheit, Arbeit und Soziales                     | April 1977 – Mai 1982: Momodou E. Jallow (1919–2000) |
| Generalstaatsanwalt und Justizminister                           | April 1977 – Mai 1982: Momadu Lamin Saho (1932–1993) |
| Minister für öffentliche Arbeiten und Kommunikation              | 1979 – Mai 1982: Ibrahima Kelepha-Samba (1915–1995) |
| Minister für Wasserressourcen und Umwelt                         | Januar 1981 – Mai 1982: Omar Amadou Jallow (* 1949) |

## Hintergrundliteratur
- Gambia seit 1946, in: Der Große Ploetz. Die Enzyklopädie der Weltgeschichte, Verlag Vandenhoeck & Ruprecht, 35. Auflage, 2008, S. 1936, ISBN 978-3-525-32008-2